# Roms vatten
Roms vatten är en sjö i Munkedals kommun i Bohuslän och ingår i Örekilsälven-Strömsåns kustområde. Sjön är 11,5 meter djup, har en yta på 0,168 kvadratkilometer och befinner sig 72,9 meter över havet. Sjön avvattnas av vattendraget Färlev älv. Vid provfiske har abborre och mört fångats i sjön.

## Delavrinningsområde
Roms vatten ingår i det delavrinningsområde (649469-125336) som SMHI kallar för Mynnar i havet. Medelhöjden är 55 meter över havet och ytan är 42,43 kvadratkilometer. Det finns inga avrinningsområden uppströms utan avrinningsområdet är högsta punkten. Avrinningsområdets utflöde Färlev älv mynnar i havet. Avrinningsområdet består mestadels av skog (42 %), öppen mark (18 %) och jordbruk (35 %). Avrinningsområdet har 0,17 kvadratkilometer vattenytor vilket ger det en sjöprocent på 0,4 %. Bebyggelsen i området täcker en yta av 1,08 kvadratkilometer eller 3 % av avrinningsområdet.